# Степень повышения давления
Степень повышения давления — в авиационной технике отношение давлений, измеряемых перед компрессором газотурбинного двигателя и за ним. 

## Степень повышения давления в историческом разрезе
Ранние реактивные двигатели имели ограниченные степени повышения давления из-за неточности обработки элементов конструкции и различных ограничений по материалам. Например, Junkers Jumo 004 времен Второй мировой войны имел степень повышения давления 3,14:1. Сразу после войны Snecma Atar немного улучшила этот показатель до 5,2:1. Улучшение материалов лопаток компрессора и особенно внедрение многоступенчатых компрессоров с несколькими различными скоростями вращения, привело к гораздо более высоким величинам степени повышения давления, обычным сегодня.
Современные гражданские двигатели обычно имеют степень повышения давления в диапазоне от 40 до 55:1. Самым высоким показателем обладает General Electric GEnx–1B/75 со степенью повышения давления 58 в конце набора высоты крейсерского полета и 47 при взлете на уровне моря.

## Преимущества высокой степени повышения давления
Вообще говоря, более высокая степень повышения давления обеспечивает более высокую эффективность, но двигатель с более высокой степенью повышения давления обычно имеет большую массу, поэтому всегда существует оптимальное промежуточное решение.
В газотурбинных двигателях до 70% энергии сгорания топлива теряется с уходящими отработанными газами. При увеличении степени повышения давления в компрессоре во столько же раз увеличивается и степень понижения давления на тракте расширения газа в двигателе. Большая степень понижения давления означает более низкую температуру отработанных газов и, следовательно, меньшие потери тепла и увеличение КПД. Это улучшает удельный расход топлива.
GE Catalyst имеет степень сжатия 16:1 и термический КПД 40%, Pratt & Whitney GTF со степенью сжатия 32:1 имеет тепловой КПД 50%, а GEnx со степенью сжатия 58:1 —  тепловой КПД 58%.

## Недостатки высокой степени сжатия
Одним из основных факторов, ограничивающих степень сжатия в современных конструкциях, является нагрев воздуха при сжатии. По мере того, как воздух проходит через ступени компрессора, он может достигать температур, которые создают риск повреждения материала лопаток компрессора. Это особенно важно для последней ступени компрессора, и температура на выходе этой ступени является общепринятым показателем качества для конструкций двигателей.
Двигатели военных самолётов часто вынуждены работать в условиях, максимизирующих тепловую нагрузку. Например, бомбардировщик General Dynamics F-111 Aardvark имел скорость 1,1М на уровне моря. В качестве побочного эффекта этих широких условий эксплуатации военные двигатели обычно имеют более низкие общие отношения давления. Pratt & Whitney TF30, используемый на F-111, имел степень сжатия около 20:1, в то время как более новые двигатели, такие как General Electric F110 и Pratt & Whitney F135, улучшили его примерно до 30:1.
Еще одной проблемой является вес двигателя. Более высокая степень сжатия подразумевает более тяжелый двигатель, который, в свою очередь, повышает расход топлива. Таким образом, для конкретной технологии строительства и набора планов полета может быть определена оптимальная степень повышения давления.

## Примеры двигателей
| Двигатель                       | Общий коэффициент давления | Основные приложения        |
| ------------------------------- | -------------------------- | -------------------------- |
| General Electric GE9X           | 60:1                       | 777X                       |
| Роллс-Ройс Трент XWB            | 52:1                       | A350 XWB                   |
| General Electric GE90           | 42:1                       | 777                        |
| General Electric CF6            | 30,5:1                     | 747, 767, А300, МД-11, С-5 |
| General Electric F110           | 30:1                       | F-14, F-15, F-16           |
| Пратт и Уитни TF30              | 20:1                       | F-14, F-111                |
| Роллс-Ройс / Snecma Olympus 593 | 15.5:1/80:1 Сверхзвуковой. | Конкорд                    |

## Отличия от других похожих терминов
Этот термин не следует путать с похожим термином «степень сжатия», применяемым к поршневым двигателям. Степень сжатия — это соотношение объемов. В случае поршневого двигателя с циклом Отто максимальное сжатие ограничено механическим движением поршня (или ротора), поэтому сжатие можно измерить, просто сравнив объемы цилиндра при верхнем и нижнем положении поршня. Этот метод неприменим к турбине, где отсутствуют замкнутые объёмы. Тем не менее, эти два параметра схожи в том, что они определяют общую эффективность двигателя по сравнению с другими двигателями того же класса.
Эквивалентным показателем эффективности ракетного двигателя является отношение давление в камере к выходному давлению. Значение этого показателя может достигать 2000 и более (например, для главного двигателя Space Shuttle).